# Tingvalla IP
Tingvalla IP – wielofunkcyjny stadion w mieście Karlstad, w Szwecji. Został otwarty w 1919 roku. Obiekt może pomieścić 10 000 widzów, z czego 1100 miejsc jest siedzących. Swoje spotkania rozgrywają na nim piłkarze Karlstad BK i Carlstad United BK, piłkarki klubu QBIK oraz drużyna futbolu amerykańskiego Carlstad Crusaders. Stadion był jedną z aren piłkarskich Mistrzostw Świata kobiet w 1995 roku oraz Mistrzostw Europy kobiet w 1997 roku.